# 洛克菲勒礼拜堂

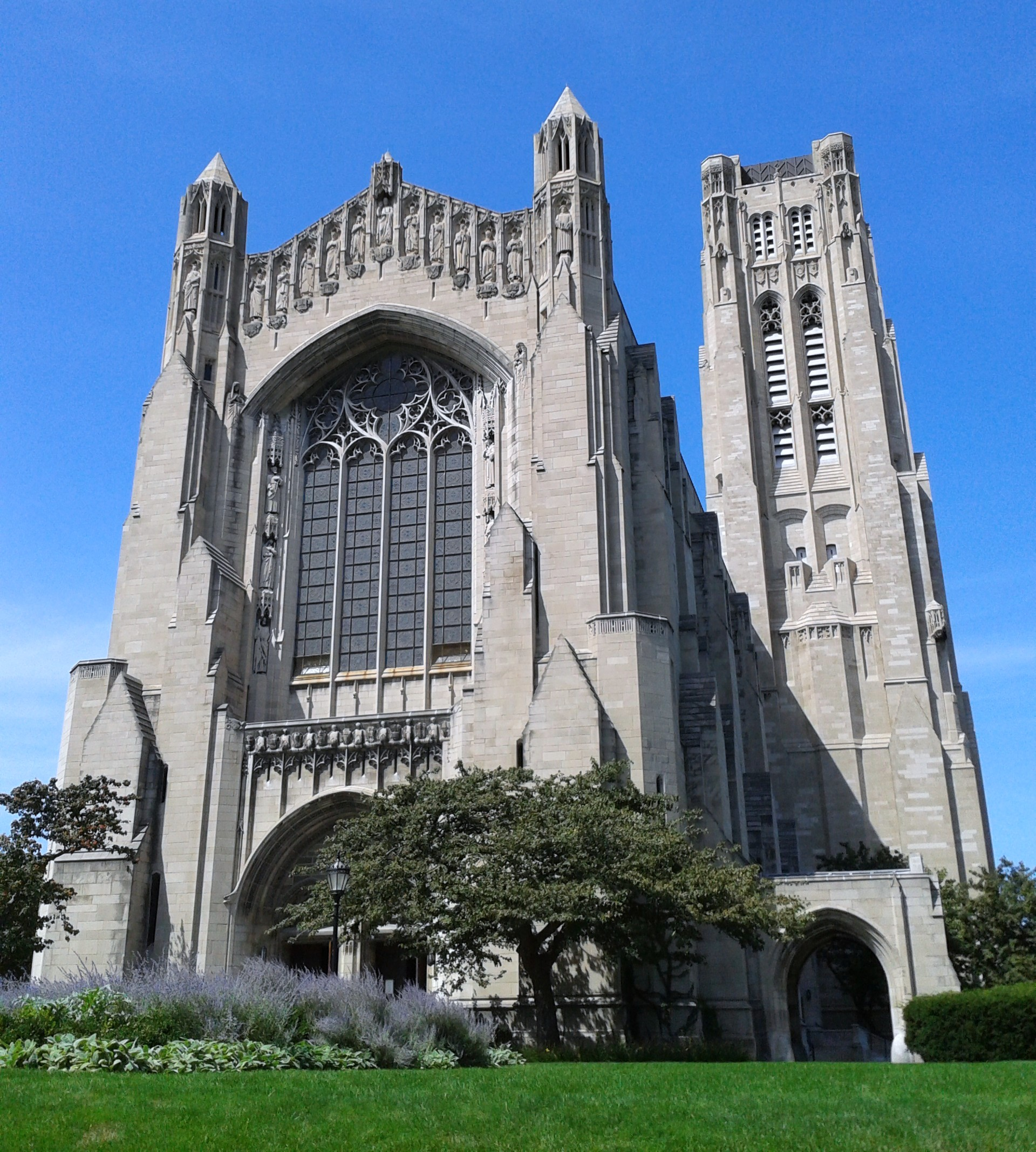
洛克菲勒礼拜堂

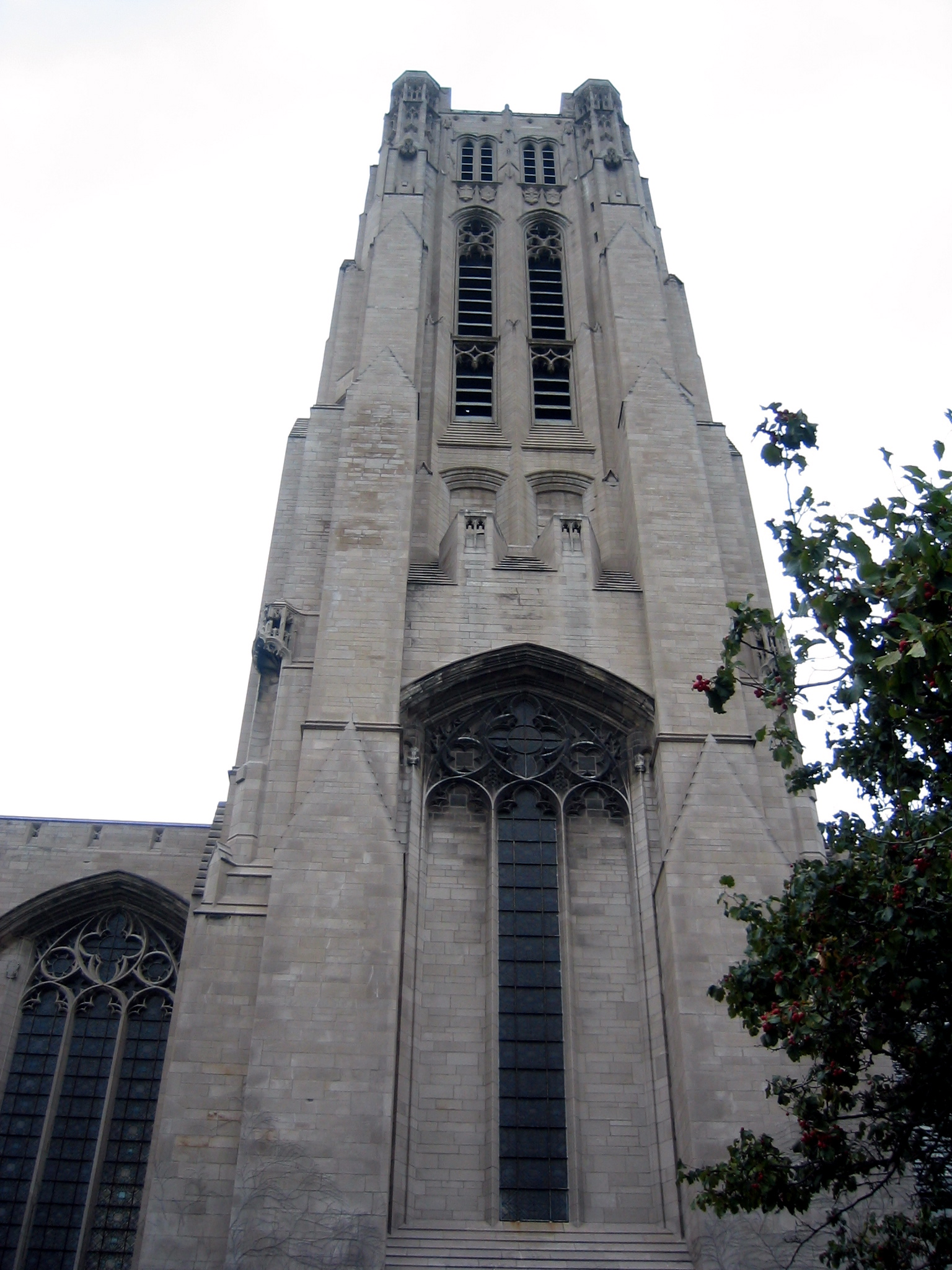
钟楼

洛克菲勒礼拜堂（Rockefeller Chapel）为芝加哥的芝加哥大学校园最高建筑，一座哥特复兴式教堂；捐赠者为约翰·戴维森·洛克菲勒，他认为教堂是校园的“中心和显著特征”。
礼拜堂由建筑师伯特伦·古德休设计，建于1925年至1928年。它占据了整个街区，可容纳1700人。
洛克菲勒礼拜堂包含劳拉·斯佩尔曼·洛克菲勒纪念钟琴及钟楼，为小约翰·戴维森·洛克菲勒于1932年为纪念他的母亲而单独捐赠的礼物。这是世界第二大钟琴，仅次于纽约市上西城河滨教堂的钟琴，那也是由小约翰·洛克菲勒为纪念他的母亲而捐赠的。